# Economía de Arabia Saudita
La economía de Arabia Saudita está basada en la extracción del petróleo, con un fuerte control gubernamental sobre las principales actividades económicas. Arabia Saudí es una de las veinte economías más grandes del mundo, y la economía más grande del mundo árabe, así como en el Oriente Medio. Es líder miembro permanente de los países de la OPEP, y es miembro permanente del G20 de los principales países económicos del  mundo.

Una representación proporcional de las exportaciones de Arabia Saudita, 2019

Arabia Saudita tiene los segundos recursos naturales más valiosos del mundo. El país tiene las segundas mayores reservas probadas de petróleo. y es el mayor exportador de petróleo del mundo. También tiene la quinta mayor reserva probada de gas natural. y es considerada una superpotencia energética.
Arabia Saudita es el país con las segundas mayores reservas de petróleo descubiertas (más del 20% del total mundial), es el segundo mayor exportador de petróleo del mundo y tiene un papel de liderazgo en la OPEP. El sector petrolero es responsable de cerca del 75% de los ingresos, 45% del PIB y 90% de los ingresos por exportaciones. Aproximadamente el 40% del producto interno bruto viene del sector privado.

## Trabajo
En abril de 2009 se informó que Arabia Saudita había realizado una campaña para reducir el número de trabajadores extranjeros.